# Comuna Litovîșce, Șumsk
Litovîșce (în ucraineană Літовище) este o comună în raionul Șumsk, regiunea Ternopil, Ucraina, formată din satele Litovîșce (reședința) și Soșîșce.

## Demografie
Componența lingvistică a comunei Litovîșce
     Ucraineană (99,12%)
     Alte limbi (0,88%)
Conform recensământului din 2001, majoritatea populației comunei Litovîșce era vorbitoare de ucraineană (99,12%), existând în minoritate și vorbitori de alte limbi.